# Antimima pumila
Antimima pumila är en isörtsväxtart som först beskrevs av Friedrich Karl Georg Fedde och Schuster, och fick sitt nu gällande namn av H. E. K. Hartmann. Antimima pumila ingår i släktet Antimima och familjen isörtsväxter. Inga underarter finns listade i Catalogue of Life.